# Luna (nome)
Luna  è un nome proprio di persona italiano femminile.

## Varianti
- Alterati: Lunella[1][2], Lunetta[1][2]

## Origine e diffusione

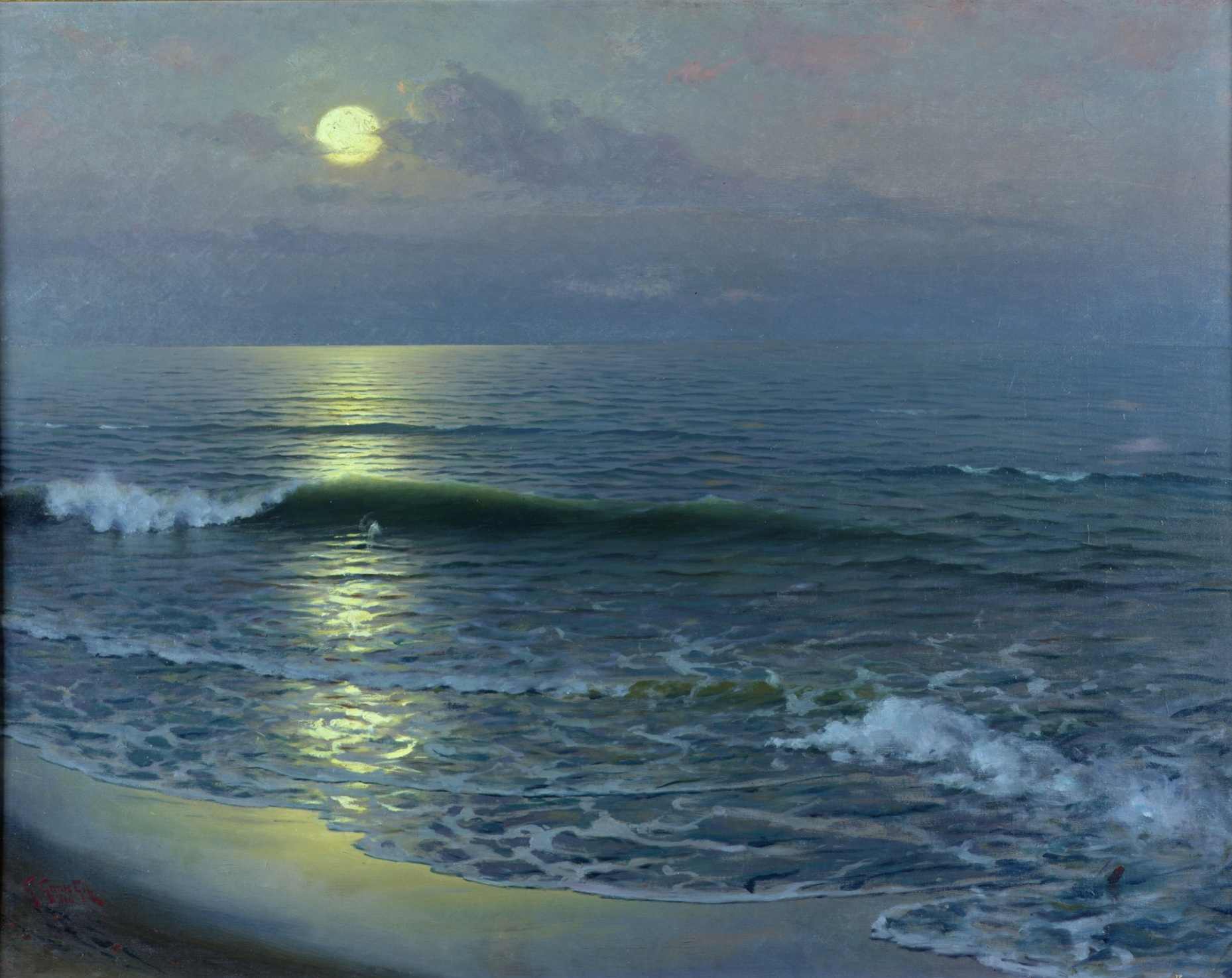
Il sorgere della Luna, di Guillermo Gómez Gil

Riprende il nome della Luna, l'unico satellite naturale della Terra, ed è pertanto analogo da un punto di vista semantico ai nomi Selene e Chandra.
L'astro (così come la dea che lo personificava) era chiamato "Luna" già tra i latini, e il termine era anche usato in alchimia per indicare l'argento; etimologicamente, la parola Luna deriva dalla radice protoindoeuropea *leuksn (sempre "luna"), una forma suffissata di *leuk- ("luce", "brillantezza").
In Italia, il nome è attestato prevalentemente nel Centro-Nord. L'uso del nome è documentato anche in inglese (dal XVII secolo) e in spagnolo.

## Onomastico
L'onomastico viene festeggiato il 1º novembre, festa di Ognissanti, poiché il nome è adespota, cioè non è portato da alcuna santa. In Spagna, la Vergine della Luna è venerata in diverse città.

## Persone
- Luna Blaise, attrice statunitense

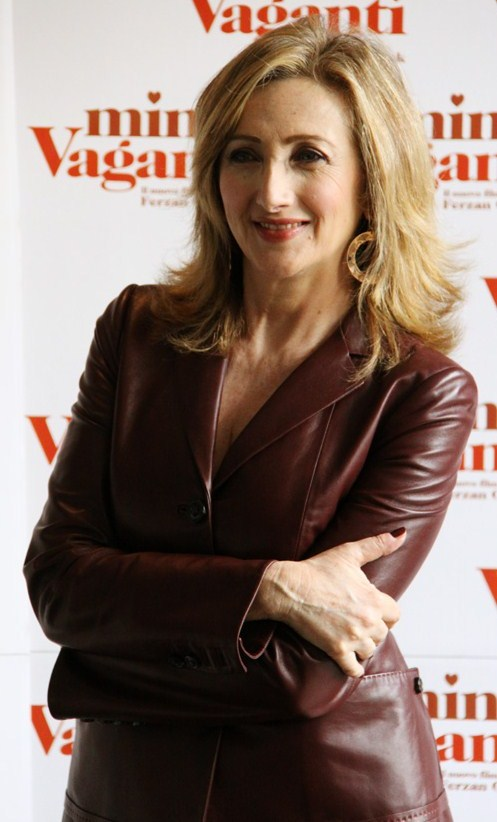
Lunetta Savino

- Luna Carocci, pallavolista italiana
- Luna Gevitz, calciatrice danese
- Luna Vachon, wrestler statunitense
- Luna Voce, modella olandese naturalizzata italiana

### Variante Lunetta
- Lunetta Savino, attrice italiana

## Il nome nelle arti
- Luna è un personaggio della serie manga e anime Sailor Moon.
- Luna è un personaggio della serie animata My Little Pony - L'amicizia è magica.
- Luna è un personaggio della serie animata Luna, principessa argentata.
- Luna è un personaggio del film d'animazione del 2008 Space Chimps - Missione spaziale, diretto da Kirk De Micco.
- Luna è un personaggio del romanzo di Valentina Lippi Bruni Il soffio dell'anima, e dell'omonimo film del 2007 da esso tratto.
- Luna Guzman è un personaggio della serie televisiva Incorreggibili.
- Luna Kozuki è un personaggio della serie animata Kyashan il ragazzo androide e dei suoi vari remake.
- Luna Loud è un personaggio della serie A casa dei Loud.
- Luna Lanzoni è uno pseudonimo utilizzato da Barbara Baraldi.
- Luna Lovegood è un personaggio della serie di romanzi e film Harry Potter, creata da J. K. Rowling.
- Luna Maximoff è un personaggio dei fumetti Marvel Comics.
- Luna Mothews è un personaggio della linea di bambole Monster High, figlia dell'uomo falena